# Багатовікове дерево дуба звичайного
Багатовіковий дуб (Багатовікове дерево дуба звичайного) — ботанічна пам'ятка природи місцевого значення, знаходиться в Подільському районі м. Києва на вулиці Вишгородській, 69 на території Інституту ендокринології та обміну речовин ім. В.П. Комісаренка НАМН України. Заповідана у січні 2001 року (рішенням Київради від 30.01.01р. №189/1166).

## Опис
Багатовіковий дуб являє собою дуб звичайний віком близько 400 років. Висота дерева 25 м, на висоті 1,3 м це дерево має 5 м в охопленні.

## Галерея

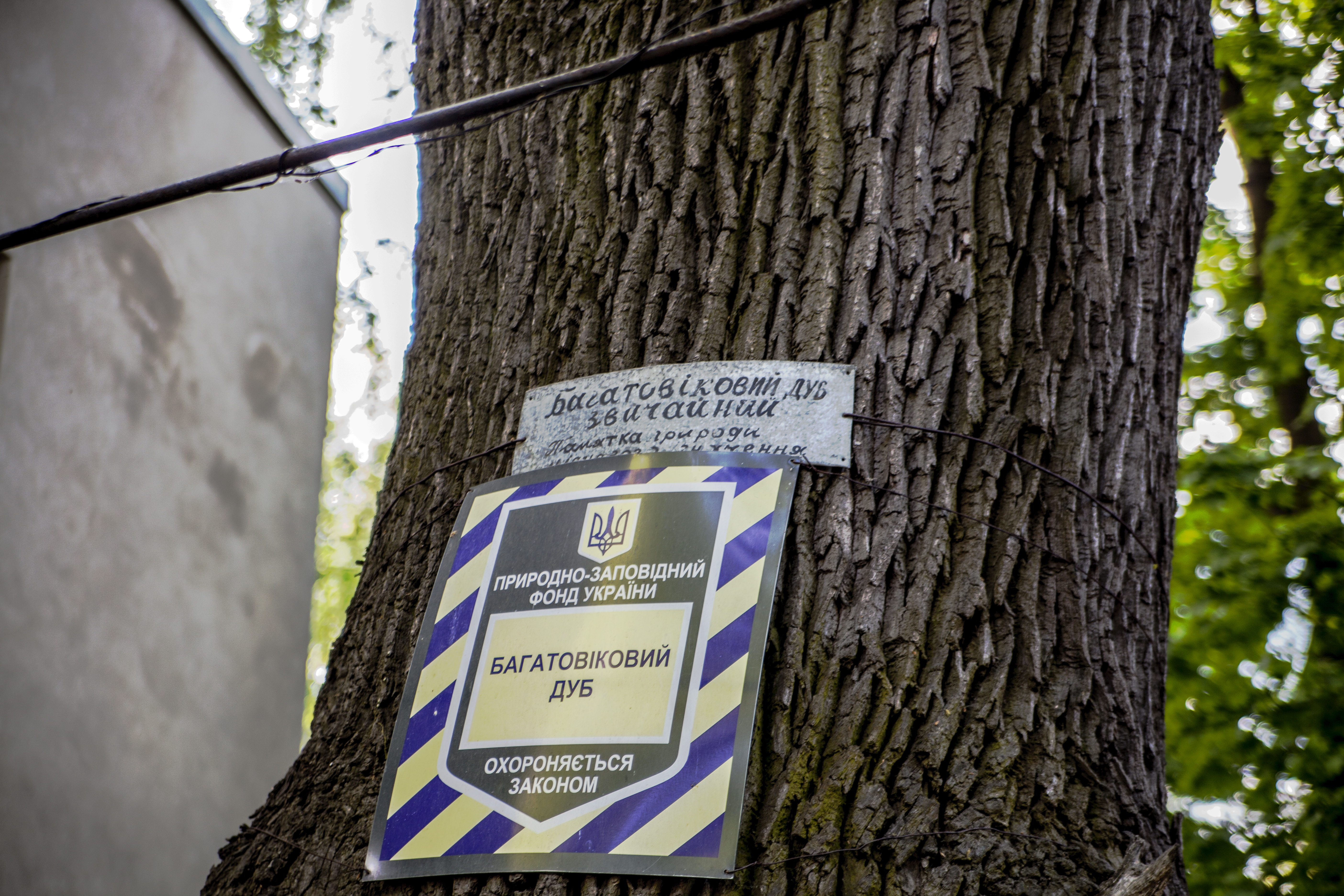
Багатовікове дерево дуба звичайного (травень 2013)
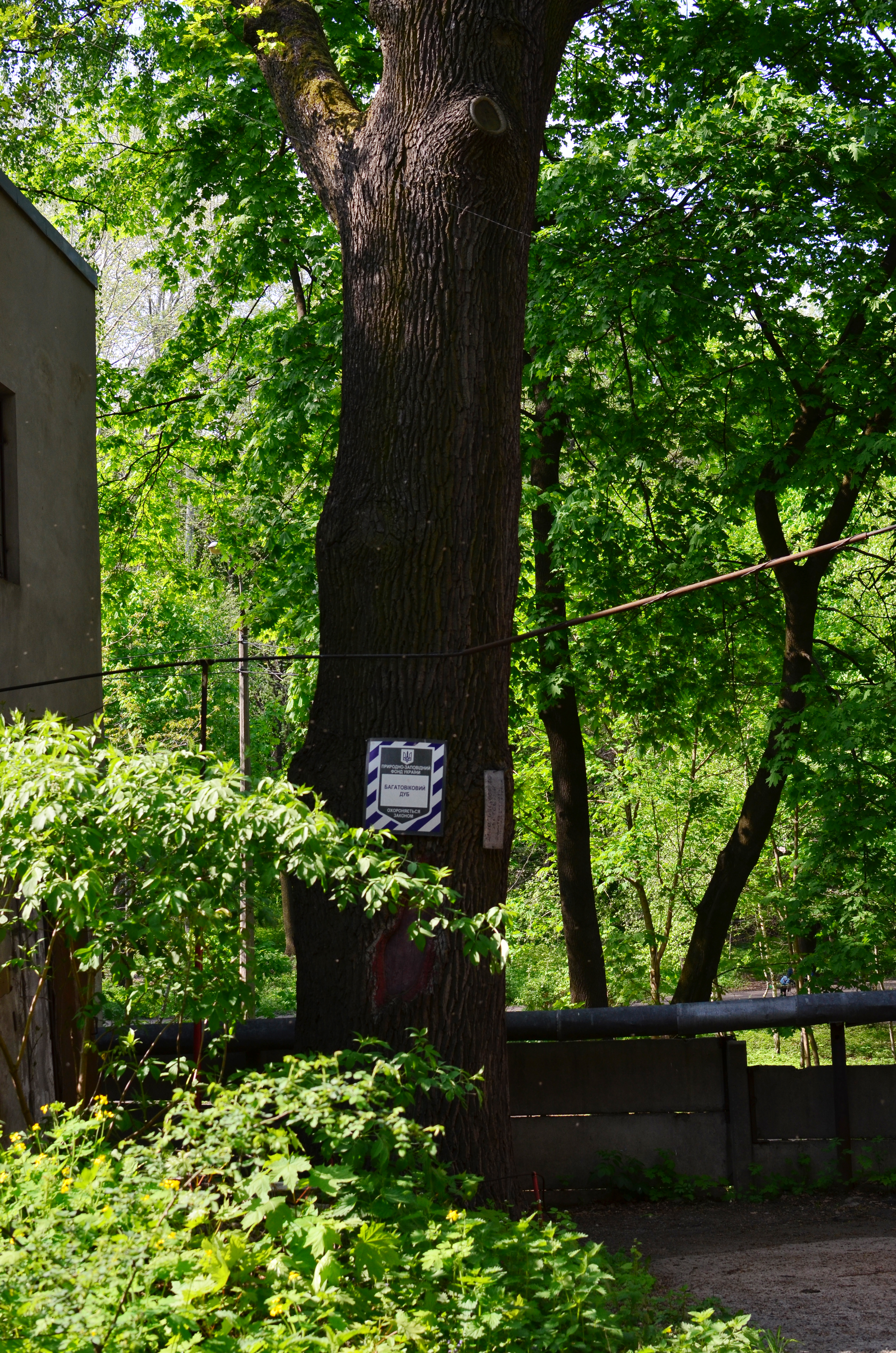
Багатовікове дерево дуба звичайного (травень 2013)
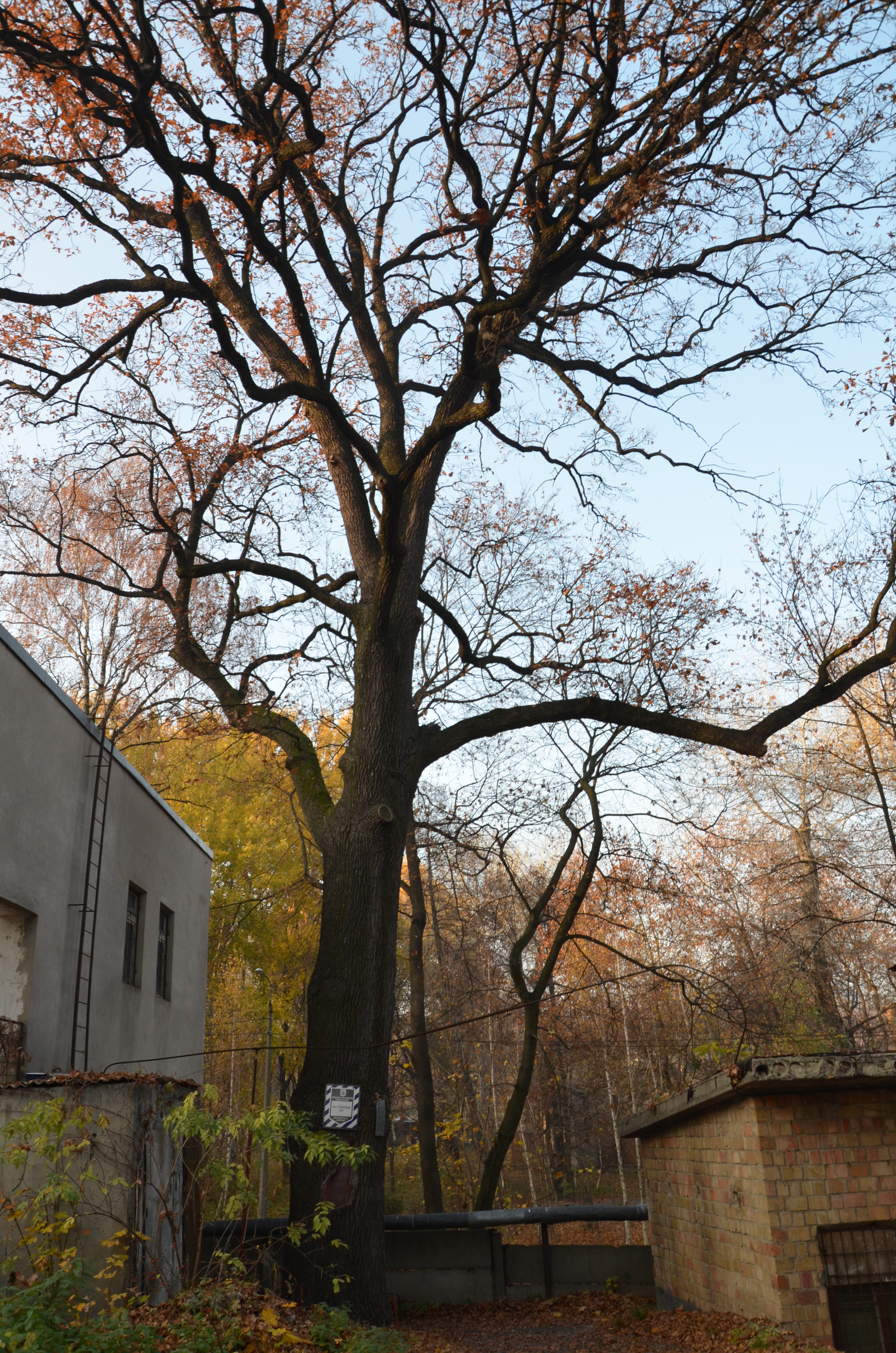
Багатовікове дерево дуба звичайного (листопад 2018)